# Mildura Airport
Mildura Airport är en flygplats i Australien. Den ligger i kommunen Mildura Shire och delstaten Victoria, omkring 470 kilometer nordväst om delstatshuvudstaden Melbourne.
Närmaste större samhälle är Mildura, nära Mildura Airport.
Omgivningarna runt Mildura Airport är i huvudsak ett öppet busklandskap. Runt Mildura Airport är det ganska tätbefolkat, med 93 invånare per kvadratkilometer. Genomsnittlig årsnederbörd är 322 millimeter. Den regnigaste månaden är februari, med i genomsnitt 66 mm nederbörd, och den torraste är oktober, med 9 mm nederbörd.